# 미셸 폴나레프

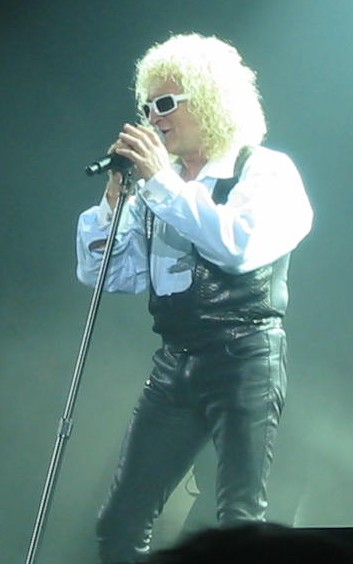

미셸 폴나레프(Michel Polnareff, 1944년 7월 3일)는 프랑스 가론 주 네락 출신의 샹송 가수이다. 1960년대 중반부터 1980년대 초반까지의 시대를 풍미했으며, 현재도 상업적으로 미미하지만 여전히 활동을 계속하고 있다. 그의 가정은 예술적 재능을 지닌 가족으로, 어머니는 댄서였으며, 아버지는 가수 에디트 피아프와 함께 일했다. 다섯 살때 피아노를 배웠으며 음악에 매우 재능을 보였다. 학업과 병역 및 짧은 보험업계의 일을 마치고 기타를 배우기 시작했으며, 파리의 몽마르뜨 언덕에 있는 사크레 쾨르 사원에서 기타연주를 하였다.
그의 곡 "Qui a tué grand maman" (누가 할머니를 죽였나?) 은 대한민국에서 광주민주화운동을 기리는 민중가요 "오월의 노래"로 번안되었고, 피아니스트 이루마가 편곡하여 드라마 《겨울연가》에 삽입되었다.